# Per favore, non mordermi sul collo!
Per favore, non mordermi sul collo! (The Fearless Vampire Killers) è un film del 1966 diretto da Roman Polanski. Omaggio ricco di ironia alla cinematografia vampiresca, è stato spesso visto come un'esplicita parodia dei film della Hammer.

## Trama
Il professore Abronsius, autore di importanti studi sul fenomeno del vampirismo, giunge con il suo assistente Alfred nei pressi di un castello della Transilvania abitato da un gruppo di vampiri. Spinto dalla sua curiosità Abronsius penetra nel castello insieme ad Alfred, il quale è intenzionato a portare in salvo Sarah, la giovane figlia del locandiere ebreo Shagal, rapita dal conte Von Krolock. I due cadono ben presto prigionieri del conte, il quale decide di trasformarli in vampiri ed associarli al suo gruppo.
Prima che von Krolock riesca a realizzare il suo disegno, Abronsius e Alfred riescono però a fuggire portando con sé Sarah. In seguito, imprigionati in una torre del castello Abronsius e Alfred abbattono la porta blindata con una cannonata, si mescolano fra i vampiri partecipanti ad un ballo, ma sono traditi dal fatto di essere gli unici a riflettersi in uno specchio.
Sono quindi costretti a un'ulteriore rocambolesca fuga, in cui coinvolgono anche Sarah. Imperdonabile errore, poiché la giovane è già stata trasformata da Von Krolock in vampira e non tarderà a contagiare anche lo sventurato Alfred. Il professor Abronsius, non accortosi di nulla, porterà con sé Alfred e Sarah che ormai diventati vampiri contageranno il mondo intero.

## Analisi
Nel film Polanski cerca di riunire in un'unica pellicola tutte le situazioni tipiche del cinema vampiresco, esposte in sequenza volutamente accademica (il cacciatore di vampiri, il villaggio dei montanari, la bella insidiata dal mostro, il vampiro aristocratico e tenebroso, il mostruoso servitore, il castello tra le montagne...), epurate della loro componente più macabra per dare risalto al lato fiabesco e avventuroso, quando non esplicitamente comico, e spesso ribaltate di significato (come l'inutile crocifisso utilizzato contro il vampiro ebreo Shagall o lo specchio finale, che fa scoprire non la diversità del vampiro, ma quella dei mortali).
In un'atmosfera fiabesca e fantastica (ben espressa dalle scenografie di Wilfred Shingleton e dalla fotografia di Douglas Slocombe), la storia si muove liberamente tra il gotico e la commedia, mescolando abilmente i generi e sviluppandosi in una serie di trovate esilaranti, assemblate con il gusto infantile per il divertimento puro.

## Produzione
Primo film a budget relativamente alto di Polanski, la pellicola subì diverse traversie produttive. Dopo l'iniziale scelta di girare tra le montagne dell'Austria, il set venne improvvisamente trasferito sulle Dolomiti italiane, presso Ortisei e sull'Alpe di Siusi, mentre il ruolo di Sarah passò da Jill St. John a Sharon Tate, allora fidanzata e futura moglie del regista. Il regista entrò in più occasioni in conflitto con i produttori per mantenere la propria indipendenza creativa.
Dopo le riprese, il film venne rimontato senza la supervisione di Polanski e reintitolato per il mercato statunitense (l'originale Dance of the Vampires venne così sostituito con il più leggero The Fearless Vampire Killers, or Pardon Me, But Your Teeth are in my Neck, cercando di dare più risalto alla componente comica e parodistica). Benché il personaggio di Alfred sia di fatto uno dei protagonisti, il nome di Polanski come attore non compare nei titoli di testa né nelle locandine.

## Omaggi e citazioni
Nel 1997 è stato tratto dal film il fortunatissimo musical teatrale Tanz der Vampire, scritto da Michael Kunze e Jim Steinman e diretto dallo stesso Polanski. Notevole l'influenza della pellicola nel cinema successivo. La scena del ballo dei vampiri è apertamente citata nell'analoga sequenza del film Van Helsing.

## Distribuzione
Il film è stato distribuito in VHS dalla MGM e dalla Warner Bros. Home Video ed è stato proposto anche in edicola, nel 1999, dalla ElleU Multimedia.
In DVD è stato distribuito nel 2004 dalla Warner Bros., nel 2015 dalla Golem Video, mentre in edicola è stato proposto dal mensile Ciak nella propria collana Ciak Cult Movie.
La Golem Video nel 2019 lo ripropone in DVD in versione restaurata in HD.